# العلاقات الروسية البلغارية
العلاقات الروسية البلغارية هي العلاقات الثنائية بين جمهورية بلغاريا وروسيا الإتحادية.

## التاريخ
أقيمت العلاقات الدبلوماسية بين روسيا وبلغاريا في 7 يوليو عام 1879، وذلك بعد مرور سنة واحدة من توقيع معاهدة سان ستيفان للسلام بين روسيا وتركيا والتي نالت نتيجتها بلغاريا استقلالها وسيادتها بعد مرور 5 قرون من النير العثماني. وأقيمت العلاقات الدبلوماسية بين الاتحاد السوفيتي وبلغاريا في 23 يوليو عام 1934، ثم انقطعت في سبتمبر عام 1944 بسبب كون بلغاريا كانت حليفة لألمانيا في الحرب العالمية الثانية، ثم استعادت العلاقات في أغسطس عام 1945.
واعترفت بلغاريا في ديسمبر عام 1991 بروسيا باعتبارها الوريث لحقوق الاتحاد السوفيتي.
وتعتبر معاهدة العلاقات الودية والتعاون الموقعة في يوم 4 أغسطس عام 1992 وثيقة أساسية في العلاقات البينية.

## الوصلات الخارجية
- السفارة الروسية في بلغاريا